# 2-chloor-4-nitroaniline
2-chloor-4-nitroaniline is een organische verbinding met als brutoformule C6H5ClN2O2. De stof komt voor als gele naaldvormige kristallen, die onoplosbaar zijn in water.

## Toxicologie en veiligheid
De stof ontleedt bij verbranding met vorming van giftige en corrosieve gassen, onder andere stikstofoxiden.
De damp is matig irriterend voor de huid. Ze kan effecten hebben op het bloed, met als gevolg de vorming van methemoglobine.